# Szpital Grochowski
Szpital Grochowski im. dr. med. Rafała Masztaka Sp. z o.o. – szpital w Warszawie znajdujący się na terenie dzielnicy Pradze-Południe przy ul. Grenadierów 51/59.
Placówka działa w formie spółki z ograniczoną odpowiedzialnością i jest własnością miasta.

## Historia
W latach 60. XX wieku powstała poradnia i oddział chirurgii onkologicznej. Ich inicjatorami byli m.in. dr Borczewski, dr Gajowniczek, dr Podolski, dr Kułakowski i doc. Żurakowski. W 1974 ordynatorem jednego z oddziałów chorób wewnętrznych został Leszek Ceremużyński, który przekształcił go w placówkę dydaktyczną Akademii Medycznej w Warszawie. W 1980 Ośrodek Naukowo-Dydaktyczny AM w Szpitalu Grochowskim stał się II Kliniką Kardiologii Centrum Medycznego Kształcenia Podyplomowego.

## Oddziały
- Izba Przyjęć
- I Oddział Chorób Wewnętrznych
- II Oddział Chorób Wewnętrznych i Kardiologii
- III Oddział Chorób Wewnętrznych
- Oddział Chirurgii Ogólnej i Onkologicznej - wykonywane są tu zabiegi dotyczące takich jednostek chorobowych jak m.in. rak skóry, czerniak skóry, rak piersi i rak tarczycy
- Oddział Intensywnej Terapii i Anestezjologii
- Oddział Terapii i Rehabilitacji Neurologicznej

## Pracownie
- Zakład Radiologii
- Diagnostyczne Laboratorium Analityczne
- Pracownia USG
- Pracownia Endoskopowa
- Pracownia Histopatologii i Cytodiagnostyki
- Pracownia Hemodynamiki (koronarografia, angioplastyka, inwazyjne leczenie ostrych zespołów wieńcowych)
- Pracownia Tomografii Komputerowej
- Pracownia Badań Czynnościowych Przewodu Pokarmowego
- Pracownia Elektroencefalografii i Elektromiografii

## Poradnie przyszpitalne
- Poradnia Alergologiczna (testy skórne, badanie cytologiczne, badanie czynności układu oddechowego, próby prowokacyjne, immunoterapie i odczulanie)
- Poradnia Chirurgii Ogólnej
- Poradnia Leczenia Bólu (leczenie bólu przewlekłego różnego pochodzenia)
- Poradnia Diabetologiczna (porady konsultacyjno-kontrolne w zakresie cukrzycy oraz konieczne badania analityczne)
- Poradnia Kardiologiczna
- Poradnia Chirurgii Onkologicznej